# رمضان (اسم)
رمضان هو اسم علم مذكر من أصل عربي، ومعناه هو اسم شهر الصوم الشهر التاسع من السنة القمرية.

## شخصيات تحمل الاسم
- رمضان أوزكان (لاعب كرة قدم تركي، 28 يونيو 1984[3] – )
- رمضان السويحلي (1879 – 1920)
- رمضان العجب (لاعب كرة قدم سوداني، 20 فبراير 1986 – )
- رمضان بشردوست (سياسي أفغاني، 1961 – )
- رمضان شلاش (1879 – 1961)
- رمضان شلح (سياسي فلسطيني، 1958 – )
- رمضان صبحي (لاعب كرة قدم مصرى محترف، 23 يناير 1997[4] – )
- رمضان عبد اللطيفوف (سياسي روسي، 4 أغسطس 1946 – )
- رمضان قديروف (رئيس جمهورية الشيشان، 5 أكتوبر 1976 – )
- رمضان كوسي (لاعب كرة قدم تركي، 12 مايو 1988[5] – )

## وصلات خارجية
- موسوعة السلطان قابوس لأسماء العرب نسخة محفوظة 5 أبريل 2019 على موقع واي باك مشين.